# Delphinium pentagynum
Delphinium pentagynum là một loài thực vật có hoa trong họ Mao lương. Loài này được Lam. mô tả khoa học đầu tiên năm 1786.